# Rosie MacLennan
Rosannagh MacLennan (28 de agosto de 1988), también conocida como Rosie MacLennan, es una gimnasta canadiense de trampolín. MacLennan es la actual campeona olímpica en el evento de trampolín individual, así como la campeona panamericana. MacLennan fue campeona nacional canadiense femenino en 2005, 2009 y 2011. MacLennan fue la Campeona del Mundo en el evento sincronizado con Karen Cockburn, ganando el oro en 2007. Ella también ha ganado cinco de plata y cuatro medallas de bronce en la competición del Campeonato del Mundo, tanto en el individual y eventos sincrónicos.
En noviembre de 2013 MacLennan ganó la medalla de oro en el Campeonato Mundial en Sofía, Bulgaria.
En mayo de 2014, MacLennan ganó el campeonato de Nacional de Canadá en Ottawa.